# Arcoverde
Arcoverde é um município brasileiro do estado de Pernambuco, Região Nordeste do país. É integrante da Região Geográfica Intermediária de Caruaru e o principal e mais populoso município da Região Geográfica Imediata de Arcoverde. Situa-se a oeste do Recife, capital estadual, distante desta 256 km. Ocupa uma área de 344 km².
No ano de 2024, de acordo com o  Instituto Brasileiro de Geografia e Estatística, sua população estimada era de 82.003 habitantes, ocupando a 22ª colocação no ranking dos mais populosos de Pernambuco. A cidade possui características urbanas consistentes, já que 93,4% da sua população está na zona urbana,  seu distrito sede é o segundo mais populoso do Sertão Pernambucano, atrás apenas de Petrolina.
O município é polo em comércio e serviços para a Região Geográfica Imediata de Arcoverde, que é composta por 11 municípios.
Arcoverde é um importante polo comercial, de serviços e de entidades governamentais do interior do estado. Possui um IDH-M incomum se comparado à média dos outros municípios sertanejos. A cidade respira ares de grandes centros urbanos, efeito causado por cerca de 5 mil pessoas, que visitam a cidade diariamente, em busca do movimentado comércio local, de atendimento médico nas mais variáveis áreas de saúde, na educação, já que Arcoverde possui escolas públicas e privadas bem conceituadas e é um polo universitário do Sertão Pernambucano. No lazer, a cidade conta com um diversificado calendário de festividades e com o Cinema Rio Branco, o mais antigo em funcionamento do Brasil.
Na área de segurança pública, a cidade é sede do 3º batalhão da Polícia Militar de Pernambuco (Martin Soares Moreno), do posto avançado do Corpo de Bombeiros Militar de Pernambuco, possui uma delegacia de Polícia Civil regional, uma unidade de Polícia Científica e uma delegacia municipal. Na saúde pública, possui um Hospital Regional, duas Policlínicas municipais e uma Unidade Pernambucana de Atendimento Especializado (UPAE). No setor de saúde privado, possui um hospital de alta complexidade e dezenas de clínicas médicas em inúmeras especialidades.

## História
A primeira menção oficial ao povoado Olho d’Água nos livros de atas das sessões da Câmara de Cimbres (atual Pesqueira) data de 1812, fazendo referência à nomeação de José dos Reis Lima para servir no cargo de juiz do Limite desse povoado e de seus subúrbios. Há uma hipótese de que foi também nesse ano (ou dois ou três anos depois) que o capitão Leonardo Pacheco Couto chegou à Fazenda Santa Rita, em Olho d’Água, onde já havia uma povoação com cerca de meia dúzia de casas, em uma das margens do Riacho do Mel. Ele mandou construir em terras de sua fazenda, perto da povoação e a cerca de sete quilômetros da casa da propriedade, a igrejinha de Nossa Senhora do Livramento de Olho d’Água, da freguesia de Cimbres, doando como patrimônio um terreno de 100 braças de frente por uma légua de fundo. A construção da igreja deu outra vida ao povoado de Olho d’Água, do qual se originou Arcoverde.

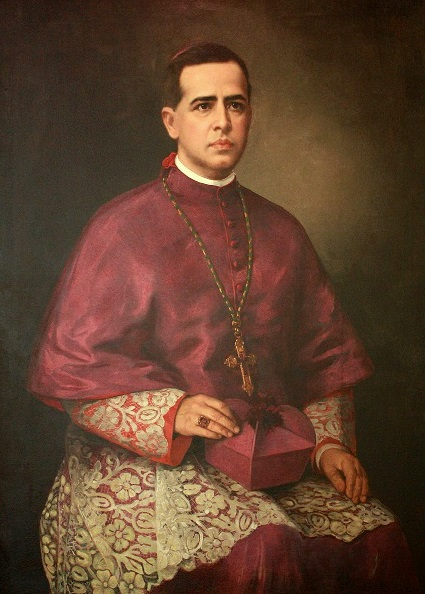
Cardeal Arcoverde

O português Leonardo Pacheco Couto nasceu em 1779 (ou 1780) na ilha de São Miguel (arquipélago dos Açores), filho de Duarte Pereira e Francisca da Piedade, e faleceu no dia 2 de julho de 1870, na Fazenda Santa Rita. Ele tinha propriedades nessa ilha, das quais continuou a receber rendimentos depois que veio para o Brasil e se instalou em sua fazenda, em Olho d’Água. No dia 24 de novembro de 1818 Leonardo Pacheco Couto casou-se com Ana Antônia Cordeiro do Rego, então residente na serra das Varas. Em 1819 nasceu o primeiro dos 11 filhos do casal, Veríssimo José do Couto.
Em 1841 a Câmara de Cimbres, sob a presidência de Isidoro Camelo Pessoa de Siqueira Cavalcanti, enviou ao governo da Província, para apresentação à Assembleia Legislativa, uma representação dos habitantes de Olho d’Água, pedindo a nomeação de um juiz de Paz, em vista de já possuírem uma capela curada desde o dia 28 de fevereiro desse mesmo ano. Além disso , pediam também a criação de uma cadeira de primeiras letras (ata da sessão extraordinária de 28 de dezembro de 1841). Em 2 de maio de 1844 o povoado de Olho d’Água tornou-se 2º distrito do município e freguesia de Cimbres, em decorrência da Lei Provincial nº 142. Em 9 de setembro do mesmo ano, em sessão extraordinária da Câmara de Cimbres, foram nomeados juízes de Paz do distrito de Olho d’Água os senhores Joaquim Severiano de Albuquerque, Joaquim Rodrigues de Araújo, João Cordeiro do Rego e Leonardo Pacheco Couto (tratando-se este de Leonardo Pacheco Couto Filho, ou Leonardo “Duque”, sexto filho do casal Leonardo Pacheco Couto e Ana Antônia Cordeiro do Rego).
Em 1848 o capitão Antônio Francisco de Albuquerque Cavalcanti (que ficou conhecido por capitão Budá) casou-se com Marcolina Dorothéia Pacheco do Couto, sétima dos 11 filhos de Leonardo Pacheco Couto e Ana Antônia Cordeiro do Rego. O primeiro filho do casal (nascido no dia 17 de janeiro de 1850) foi D. Joaquim Arcoverde de Albuquerque Cavalcanti, o primeiro cardeal do Brasil e da América Latina, conhecido por Cardeal Arcoverde. Ele nasceu na Fazenda Fundão, em Olho d’Água, que era vizinha à Fazenda Santa Rita, do seu avô materno, Leonardo Pacheco Couto.
Em 1865, no vale formado pelos serrotes do Retiro e do Cruzeiro, e da serra da Aldeia Velha, o aglomerado de casas que se havia formado já apresentava aspecto de um povoado. Nesse ano, foi reconstruída a igreja de Nossa Senhora do Livramento, mandada erigir por Leonardo Pacheco do Couto. Nessa época começaram a surgir as primeiras casas de comércio e, em 1891, o desenvolvimento do povoado era tamanho que o então município de Cimbres elevou-o à categoria de distrito, anexando-o ao seu território. Pouco tempo depois, no entanto, voltou a ser simples povoado, situação que permaneceu por quase 20 anos. O topônimo foi mudado para Olho d’Água dos Bredos e a primeira menção a essa nova denominação aparece em 1890, na ata de uma das sessões do Conselho da Intendência do Município de Cimbres.
Em 1 de julho de 1909 a Lei Estadual nº 991 elevou o povoado de Olho d’Água dos Bredos à categoria de vila. Uma Resolução do Conselho Municipal de Cimbres, comunicada ao governador em ofício de 19 de março de 1912, mudou a denominação de Olho d’Água dos Bredos para Rio Branco, em homenagem ao Dr. José Maria da Silva Paranhos Jr., o barão do Rio Branco, histórico chefe da diplomacia brasileira, falecido no dia 10 de fevereiro desse mesmo ano. O distrito foi criado em 12 de novembro de 1912, pela Lei Municipal nº 18, como 7º distrito do município de Cimbres. Nessa época já possuía uma agência postal, criada em 1910, e já era ligado à capital do estado pela via férrea que fora inaugurada em 13 de maio de 1912 pelo então governador, general Emídio Dantas Barreto. No frontão de cada lado da pequenina estação a Great Western mandou inscrever a denominação “Barão do Rio Branco”.
Depois da inauguração da ferrovia, outro fator que muito contribuiu para a consolidação econômica do local foi a criação da feira de gado, em 1916. Em 1917 foi inaugurada a iluminação elétrica pública e particular, fato que se deve à iniciativa do Sr. Augusto Cavalcanti que, pouco tempo depois, foi responsável também pela inauguração do primeiro cinema do distrito, o Cine Rio Branco. A freguesia foi criada no dia 31 de agosto de 1919, desmembrada da freguesia de Pesqueira (ex-Cimbres). Por provisão de D. José Antônio de Oliveira Lopes, bispo de Pesqueira, o primeiro vigário foi o padre José Kherle, nascido em Reinstten (Wuttemberg, Alemanha). Nos quadros de apuração do recenseamento geral de 1 de setembro de 1920 o distrito de Rio Branco aparece no município de Pesqueira (ex-Cimbres), com essa denominação desde 1913.
A Lei Estadual nº 1.931, de 11 de setembro de 1928, criou o município de Rio Branco formado pelo território do distrito de mesmo nome, desmembrado de Pesqueira, acrescido de parte da Fazenda Tatu, desmembrada de Buíque. Essa mesma lei concedeu ao distrito de Rio Branco foros de cidade e sede do município. Foi instalado em 1 de janeiro de 1929 e o seu primeiro prefeito, eleito no dia 30 de setembro de 1928, foi o Cel. Antônio Japyassu. Em divisão administrativa referente ao ano de 1933 o município é constituído apenas do distrito sede. A comarca de Rio Branco foi criada em 13 de junho de 1934 através do Decreto nº 305, sendo instalada no dia 18 do mesmo mês, pelo juiz Agrício da Silva Brasil; é classificada como comarca de 2ª entrância. Pelo Decreto-lei Estadual nº 952, de 31 de dezembro de 1943, o município, termo e comarca de Rio Branco tiveram o topônimo alterado para Arcoverde, em homenagem ao Cardeal Arcoverde, natural do município, falecido no Rio de Janeiro, no dia 18 de abril de 1930. Em divisão territorial datada de 1 de julho de 1960 o município é constituído apenas do distrito-sede, assim permanecendo em divisão territorial de 2005.

## Geografia

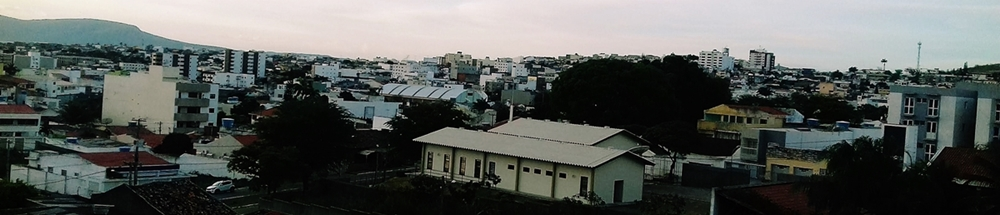
Vista de Arcoverde na Br 232

Segundo o Instituto Brasileiro de Geografia e Estatística, o município possui uma área territorial de 350 899 km², tendo 6,1 km² de perímetro urbano. e os 344 799 km² restantes, de zona rural, possuindo o 45º maior perímetro urbano do Nordeste. Localiza-se a uma latitude 08º25'08" sul e a uma longitude 37º03'14" oeste, estando a uma distância de 256 km da capital pernambucana. Tem como municípios limítrofes: Sertânia, a oeste; Buíque e Pedra a sul; Pesqueira a leste; faz divisa ao norte com o estado da Paraíba.

### Hidrografia
Arcoverde está inserido nos domínios das Bacias Hidrográficas dos Rios Ipanema e Moxotó. Tem como principais tributários o Rio Ipojuca e os riachos do Ipojuca, Beija-Mão, Salgado, Jucurutu, do Zumbi, da Atravessada, Mororó, do Cafundó e Lagoa Seca, todos de regime intermitente. Conta ainda com os açudes Municipal e do Zumbi. A área da unidade é recortada por rios perenes, porém de pequena vazão e o potencial de água subterrânea é baixo.

### Clima
| Maiores acumulados de precipitação em 24 horas registrados em Arcoverde (IPA) por meses (INMET, 1973-presente) | Maiores acumulados de precipitação em 24 horas registrados em Arcoverde (IPA) por meses (INMET, 1973-presente) | Maiores acumulados de precipitação em 24 horas registrados em Arcoverde (IPA) por meses (INMET, 1973-presente) | Maiores acumulados de precipitação em 24 horas registrados em Arcoverde (IPA) por meses (INMET, 1973-presente) | Maiores acumulados de precipitação em 24 horas registrados em Arcoverde (IPA) por meses (INMET, 1973-presente) | Maiores acumulados de precipitação em 24 horas registrados em Arcoverde (IPA) por meses (INMET, 1973-presente) |
| Mês | Acumulado | Data | Mês | Acumulado | Data |
| --- | --- | --- | --- | --- | --- |
| Janeiro | 101,8 mm | 27/01/1977 | Julho | 55,7 mm | 17/07/1975 |
| Fevereiro | 78,6 mm | 06/02/2004 | Agosto | 56,6 mm | 17/08/1991 |
| Março | 112 mm | 27/03/2005 | Setembro | 42 mm | 11/09/1973 |
| Abril | 123,4 mm | 15/04/2021 | Outubro | 45,1 mm | 13/10/1999 |
| Maio | 105,4 mm | 01/05/2011 | Novembro | 146 mm | 30/11/2022 |
| Junho | 56,8 mm | 18/06/2010 | Dezembro | 98,6 mm | 06/12/2005 |

O município está incluído na área geográfica de abrangência do semiárido brasileiro, definida pelo Ministério da Integração Nacional em 2005. Esta delimitação tem como critérios o índice pluviométrico, o índice de aridez e o risco de seca. O verão da cidade é quente, com máximas de 32 °C e mínimas de 15 °C a 20 °C. No inverno é ameno, com máximas de 26 °C a 27 °C e mínimas de 15 °C a 18 °C. Os meses mais chuvosos são entre março e julho, com índice pluviométrico anual de 720 milímetros (mm).
Segundo dados da estação do Instituto Nacional de Meteorologia (INMET) em Arcoverde, que funciona no escritório local do Instituto Agronômico de Pernambuco (IPA) desde 1973, a menor temperatura registrada foi de 10,8 °C em 22 de julho de 2016 e a maior atingiu 37,4 °C em 7 de dezembro de 2019.
O maior acumulado de precipitação em 24 horas chegou a 146 mm em 30 de novembro de 2022, seguido por 123,4 mm em 15 de abril de 2021. Outros acumulados iguais ou superiores a 100 mm foram: 112 mm no dia 27 de março de 2005, 108,6 mm em 3 de abril de 1984, 105,4 mm em 1° de maio de 2011, 101,8 mm em 27 de janeiro de 1977 e 100 mm em 23 de março de 1997. O mês mais chuvoso foi março de 2020, com 509,1 mm, superando o antigo recorde de 346,6 mm em janeiro de 2004.
| Dados climatológicos para Arcoverde (IPA) (OMM: 82890)                                         | Dados climatológicos para Arcoverde (IPA) (OMM: 82890) | Dados climatológicos para Arcoverde (IPA) (OMM: 82890) | Dados climatológicos para Arcoverde (IPA) (OMM: 82890) | Dados climatológicos para Arcoverde (IPA) (OMM: 82890) | Dados climatológicos para Arcoverde (IPA) (OMM: 82890) | Dados climatológicos para Arcoverde (IPA) (OMM: 82890) | Dados climatológicos para Arcoverde (IPA) (OMM: 82890) | Dados climatológicos para Arcoverde (IPA) (OMM: 82890) | Dados climatológicos para Arcoverde (IPA) (OMM: 82890) | Dados climatológicos para Arcoverde (IPA) (OMM: 82890) | Dados climatológicos para Arcoverde (IPA) (OMM: 82890) | Dados climatológicos para Arcoverde (IPA) (OMM: 82890) | Dados climatológicos para Arcoverde (IPA) (OMM: 82890) |
| Mês                                                                                            | Jan                                                    | Fev                                                    | Mar                                                    | Abr                                                    | Mai                                                    | Jun                                                    | Jul                                                    | Ago                                                    | Set                                                    | Out                                                    | Nov                                                    | Dez                                                    | Ano                                                    |
| ---------------------------------------------------------------------------------------------- | ------------------------------------------------------ | ------------------------------------------------------ | ------------------------------------------------------ | ------------------------------------------------------ | ------------------------------------------------------ | ------------------------------------------------------ | ------------------------------------------------------ | ------------------------------------------------------ | ------------------------------------------------------ | ------------------------------------------------------ | ------------------------------------------------------ | ------------------------------------------------------ | ------------------------------------------------------ |
| Temperatura máxima recorde (°C)                                                                | 36,4                                                   | 36,4                                                   | 36                                                     | 35,2                                                   | 34,6                                                   | 32,3                                                   | 33,4                                                   | 34,4                                                   | 36,8                                                   | 36,4                                                   | 36,6                                                   | 37,4                                                   | 37,4                                                   |
| Temperatura máxima média (°C)                                                                  | 31,4                                                   | 31,4                                                   | 30,7                                                   | 29,4                                                   | 27,9                                                   | 26,1                                                   | 25,4                                                   | 26,6                                                   | 29                                                     | 31,4                                                   | 32,3                                                   | 32,2                                                   | 29,5                                                   |
| Temperatura média compensada (°C)                                                              | -                                                      | 25                                                     | 24,7                                                   | 23,8                                                   | 22,7                                                   | 21,1                                                   | 20,3                                                   | 20,5                                                   | 22,1                                                   | 24                                                     | 24,9                                                   | 25,2                                                   | -                                                      |
| Temperatura mínima média (°C)                                                                  | 19,5                                                   | 19,7                                                   | 19,6                                                   | 19,3                                                   | 18,7                                                   | 17,5                                                   | 16,8                                                   | 16,5                                                   | 17,1                                                   | 18,2                                                   | 18,9                                                   | 19,4                                                   | 18,4                                                   |
| Temperatura mínima recorde (°C)                                                                | 16,2                                                   | 15,6                                                   | 16                                                     | 14,8                                                   | 12,8                                                   | 12,2                                                   | 10,8                                                   | 11,4                                                   | 12,7                                                   | 14,1                                                   | 15                                                     | 13,4                                                   | 10,8                                                   |
| Precipitação (mm)                                                                              | 67,9                                                   | 62,9                                                   | 111,6                                                  | 90,6                                                   | 78,2                                                   | 90,2                                                   | 79,7                                                   | 60,6                                                   | 19,3                                                   | 13,6                                                   | 16                                                     | 30,6                                                   | 721,2                                                  |
| Dias com precipitação (≥ 1 mm)                                                                 | 6                                                      | 6                                                      | 8                                                      | 8                                                      | 9                                                      | 12                                                     | 13                                                     | 9                                                      | 3                                                      | 2                                                      | 2                                                      | 3                                                      | 81                                                     |
| Umidade relativa compensada (%)                                                                | -                                                      | 71,4                                                   | 75,4                                                   | 76,7                                                   | 82,4                                                   | 84,7                                                   | 83,7                                                   | 81,1                                                   | 73,5                                                   | 68,8                                                   | 65,4                                                   | 66,4                                                   | -                                                      |
| Insolação (h)                                                                                  | 224,9                                                  | 209,9                                                  | 229,9                                                  | 223,8                                                  | 210,6                                                  | 175,5                                                  | 184,6                                                  | 229,5                                                  | 260,6                                                  | 291,7                                                  | 278,7                                                  | 266,2                                                  | 2 785,9                                                |
| Fonte: INMET (normal climatológica de 1981-2010; recordes de temperatura: 01/02/1973-presente) |                                                        |                                                        |                                                        |                                                        |                                                        |                                                        |                                                        |                                                        |                                                        |                                                        |                                                        |                                                        |                                                        |

### Distritos e povoados
- Distrito sede
- Povoados: Caraíbas, Serra das Varas, Aldeia Velha, Zumbi, Cocal, Açude Velho, Pedreira, Salgadinho, Ipojuca, Malhada e Riacho do Mel, Poços, Gravatá (2), Junça, Queimada da Onça, Nicroondas, Coqueiro, Ipojuca, Descobrimento.

### Bairros
- Alto do Cardeal
- Alto da Serra
- Batalha
- Boa Esperança
- Boa Vista
- Centro
- Cidade Jardim
- Cohab I
- Cohab II
- Coronel Siqueira Campos
- Jardim da Serra
- Loteamento Cardeal Arcoverde
- Loteamento Anchieta Dali
- Loteamento Arco-Iris
- Loteamento Petrópolis
- Loteamento Veraneio
- Melancia
- Novo Arcoverde
- Pôr do Sol
- Rocha
- Santa Luzia
- Santos Dumont
- São Cristóvão
- São Geraldo
- São Miguel
- Sucupira
- Tamboril

### Relevo
O município de Arcoverde, está inserido na unidade geo ambiental do Planalto da Borborema, formada por maciços e outeiros altos, com altitude variando entre 650 a 1.000 metros. Ocupa uma área de arco que se estende do sul de Alagoas até o Rio Grande do Norte.
O relevo é geralmente movimentado, com vales profundos e estreitos dissecados. Com respeito à fertilidade dos solos é bastante variada, com certa predominância de média para alta. Nas superfícies suave onduladas a onduladas, ocorrem os planossolos, medianamente profundos, fortemente drenados, ácidos a moderadamente ácidos e fertilidade natural média e ainda os podzólicos, que são profundos, textura argilosa, e fertilidade natural média a alta.
Nas elevações ocorrem os solos litólicos, rasos, textura argilosa e fertilidade natural média. Nos vales dos rios e riachos, ocorrem os planossolos, medianamente profundos, imperfeitamente drenados, textura média/argilosa, moderadamente ácidos, fertilidade natural alta e problemas de sais. Ocorrem ainda afloramentos de rochas.

### Vegetação
A vegetação desta unidade é formada por Florestas Subcaducifólica e Caducifólica, próprias das áreas agreste.

## Economia
A infraestrutura urbana de Arcoverde o coloca numa posição privilegiada, sendo um centro irradiador do comércio, do lazer, cultura e dos serviços nesta microrregião. A sede de Arcoverde é considerada um polo comercial e de serviços, tendo suas portas abertas através do terminal rodoviário e da BR-232, garantindo ao município a marca de mais importante centro expedidor e distribuidor de mercadorias para o sertão pernambucano, como também supridor de produtos básicos que são demandados por cerca de 26 municípios próximos.[carece de fontes?]
A área comercial de Arcoverde tem hoje grande variedade de produtos, tanto nos setores de vestuário, móveis, eletroeletrônicos e construção, como nos setores de serviços, com clínicas médicas, escritórios de advocacias, oficinas, entre outras especialidades. A cidade é também um importante polo médico do interior do Estado, com hospitais públicos e privados, clínicas particulares e dezenas de consultórios médicos em todas as especialidades. Esta área médica e de serviços é hoje uma das principais atividades econômicas de Arcoverde. A cidade recebe diariamente cerca de 4,5 mil pessoas, vindas em 350 vans de passageiros, de várias cidades da região, em busca de tratamento médico, compras no movimentado comércio local e estudos, desde o nível infantil ao superior de ensino.
Na área de lazer, Arcoverde oferece durante todo o ano uma vasta programação de eventos e shows artísticos, destacando o São João. Arcoverde ainda conta com o cinema mais antigo porém sem funcionamento da América Latina, o Cinema Rio Branco. Tem uma grande casa de espetáculos, além de teatros, bares, danceterias e restaurantes que fazem das noites arcoverdenses uma das mais movimentadas do interior do Estado. Para receber os turistas, que sempre vêm em busca de lazer ou para participar de encontros e congressos, Arcoverde oferece uma diversificada rede hoteleira.
Outro atrativo de Arcoverde é a sua produção cultural e artística. Terra do samba de coco, que tem nos grupos Irmãs Lopes e Raízes de Arcoverde seus maiores expoentes, a Capital do Sertão, também deu origem ao grupo Cordel do Fogo Encantado e à Orquestra Super Oara. Junto a tudo isso, a cidade tem uma vasta gama de artesãos, artistas plásticos e dançarinos que ainda buscam uma melhor estrutura para apresentar seu trabalho. Recentemente foi aberta a Casa do Artesão, onde os artistas plásticos de Arcoverde expõem e vendem as suas obras.[carece de fontes?]
Arcoverde está incluída na Região de Desenvolvimento do Moxotó, cuja economia é baseada na agropecuária. Nas atividades pastoris, a bovinocultura e a caprinocultura recebem destaque. A área rural apresenta uma atividade agrícola mais diversificada onde, além da cana-de-açúcar, predomina a produção de frutas. As lavouras de subsistência e do algodão também têm grande importância na economia da região.[carece de fontes?] O rio Pajeú e rio Moxotó formam as bacias hidrográficas da região.

### Pontos de comércio intenso

#### 1º Centro Comercial

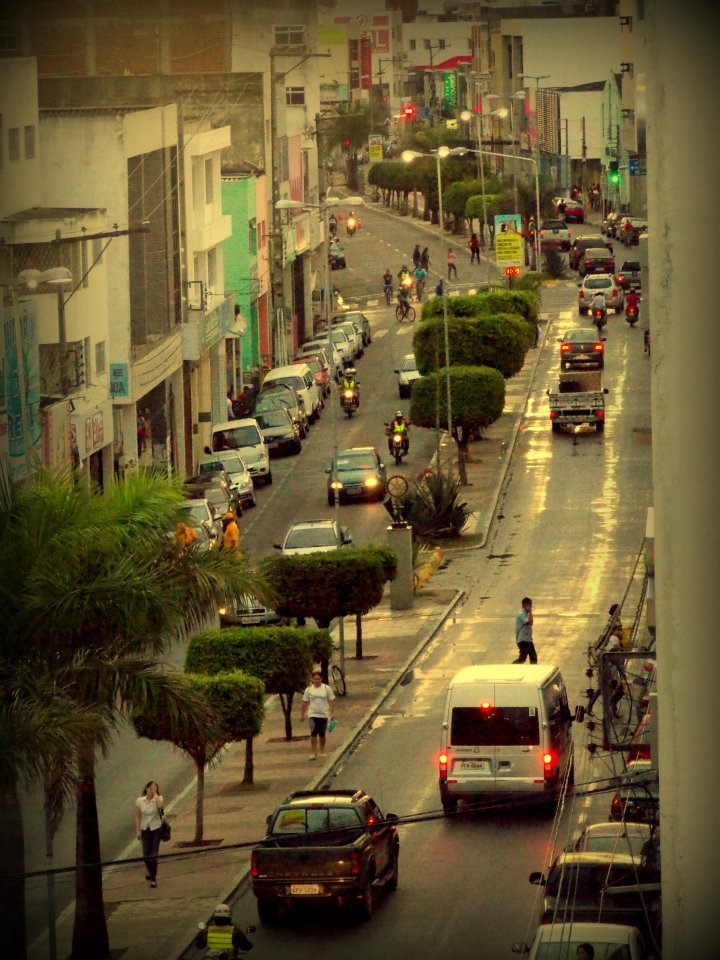
Avenida Cel. Antônio Japiassú

Localizado no centro da cidade com entidades federais e estaduais (Ministério Público, subseccional da OAB, PROCON, Receita Federal, Tribunal de Justiça de Pernambuco, Tribunal Regional Eleitoral, INSS, SESC etc), várias redes nacionais e regionais de lojas de eletro, móveis, vestuário, sapatos, farmácias e clínicas, como por exemplo Lojas Americanas, Óticas Diniz, Esposende Calçados, Ricardo Eletro, Grupo LW, Farmácias Pague Menos, Bonanza, Cacau Show, Hering Store, Casas Bahia, Magazine Luiza, Ortobom e Chilli Beans.
Principais avenidas: Cel. Antônio Japiassu, José Magalhães de França, Severiano José Freire, Pinto de Campos, Dom Pedro Segundo.
Principais ruas: Alcides Cursino, Beco do Buíque, Germano Magalhães, Cap. Arlindo Pacheco de Albuquerque, Neto Cavalcante, Rua da Bandeira.

#### 2º Centro Comercial
Localizado no bairro do São Cristóvão, conta com inúmeras empresas de serviços e venda de produtos automotivos, concessionárias, lojas, farmácias, supermercados e distribuidoras.
Localizam-se na Avenida José Bonifácio, São Cristóvão.

## Bancos
- Banco do Brasil (Rua Alcides Cursino, Centro)
- Caixa (Av. Cel. Antônio Japiassú, Centro)
- Bradesco (Rua Alcides Cursino,Centro)
- Banco Santander (Rua Aprigio Estevam Tavares,Centro)
- Itaú (Praça do Livramento, Centro)
- Banco do Nordeste (Av. Cel Antônio Japiassu)

## Polo médico
Um dos pontos fortes da cidade é sem dúvida a saúde. O polo médico arcoverdense conta com dois hospitais de alta complexidade, duas policlínicas municipais e dezenas de clínicas nas mais variadas especialidades. O pólo médico movimenta o setor de serviços do município. Arcoverde recebe pessoas de toda a microrregião diariamente.
- Hospital Regional Ruy de Barros Correia
- Hospital Memorial Arcoverde (serviços de oncologia e hemodiálise pelo SUS)
- UPAE
- Centro de Reabilitação Mens Sana (O mais equipado do estado, atende pelo SUS)
- Policlínica Dr. Paulo Rabello
- Centro de especialidades Médicas Santa Ramos
- UPA DIA

## Turismo

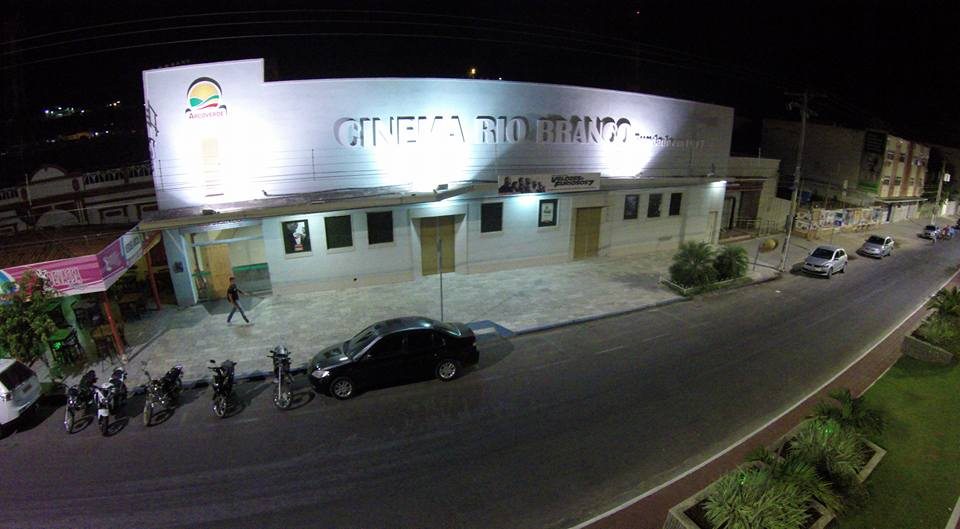
Cine Rio Branco

O município de Arcoverde é considerado a porta de entrada do Sertão Pernambucano.[carece de fontes?] Com localização estratégica e clima ameno, a cidade é conhecida por ser o berço de alguns dos mais tradicionais grupos de coco de roda do Estado.
Os principais pontos turísticos de Arcoverde são: O Cinema Rio Branco (o mais antigo em funcionamento da América Latina) ; Morro da Santa Cruz, oferece uma das mais belas vistas panorâmicas da cidade; Fazenda Araras - guarda pinturas rupestres indígenas em pedras; Casa do Cardeal Arcoverde, localizada no Sítio Fundão, guarda a memória do primeiro Cardeal da América Latina; Alto do Cruzeiro - polo de concentração cultural do grupo de Samba de Coco Raízes de Arcoverde e vista panorâmica da cidade.
Arcoverde é berço de grandes artistas, como Paulinho Leite, Tonino Arcoverde, João Silva, Maestro Josias Lima entre outros. Em Arcoverde, bandas famosas se formaram, como Cordel do Fogo Encantado, Noda de Caju, Super Oara, Lábios de Mel, Banda Caras & Bocas, Samba de Coco Raízes de Arcoverde, Samba de Coco Irmãs Lopes, Samba de Coco Trupé de Arcoverde, entre outros grupos de sucesso. Esta riqueza e diversidade artística tornam o município rico em manifestações populares de dança, teatro e música. Na televisão Arcoverde também se destaca com a atriz global Pally Siqueira que participou do filme Big Jato, e ainda teve participação na novela Alto Astral e fez parte do elenco da novela das sete 'Totalmente Demais' exibida pela Rede Globo e faz parte do elenco de Malhação Vidas Brasileiras .

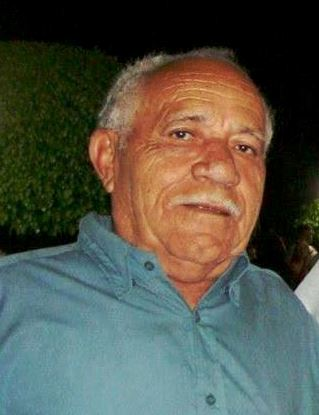
João Silva, maior parceiro de Luiz Gonzaga "o rei do baião", em número de composições.

Durante todo o ano, Arcoverde oferece uma programação para todos os gostos. Os festejos começam em janeiro, quando acontece o Reveillon Popular (shows com trios elétricos e blocos pelas principais ruas da cidade). Em fevereiro e março há o Carnaval dos Bois (desfile de blocos, troças, na Praça da Bandeira, folia nos bairros e o Baile Municipal), a Festa de São José (manifestações religiosas e shows na comunidade rural de Pedra Vermelha) e a Arcofest (campanha de liquidação do comércio local, com feirão de automóveis e shows na Praça Winston Siqueira). Durante a Semana Santa, no mês de abril, são realizados shows religiosos, missas, procissões no Alto do Cruzeiro e no Morro da Santa Cruz.
Em maio, três grandes festas enriquecem o calendário da cidade. São realizados shows artísticos e programação cultural na praça da Bandeira e Praça Winston Siqueira em comemoração ao dia do Trabalhador, a Fenospe (feira de negócios, shows artísticos e exposição no Estádio Municipal Áureo Bradley) e o Festival do Calangotango (shows artísticos, artesanato, arte e cultura popular na Praça Winston Siqueira). Em junho, é hora dos festejos juninos com o Arraial Popular, Quadrilhas de Pernas de Pau, manifestações religiosas, atrações nacionais e regionais e o maior São João do sertão de Pernambuco na Praça da Bandeira.
Passado o São João, é realizada, em julho, a Festa do Agricultor com manifestações religiosas e culturais na comunidade rural de Caraíbas. Em agosto, celebra-se o Samba de Coco com shows de grupos culturais de Arcoverde no Alto do Cruzeiro. Setembro é outro mês cheio de atrações. A primeira festa é a de emancipação do município (festa cívica, cultural e religiosa, shows, missa e desfile cívicos pela Av. Antonio Japiassú e Praça da Bandeira). Tem, também, a Festa da Padroeira, onde acontecem manifestações religiosas, missas, procissões e encontros na Praça do Livramento e a Exposição de Animais (Expoarc), onde são realizados shows artísticos com atrações regionais e nacionais, exposição de animais, leilão, concurso leiteiro e negócios.
Outubro é o mês do Salão da Beleza, Moda e Cultura, com exposição de confecções, perfumarias e produtos de beleza. Em novembro é a vez da Semana de Artes Cênicas (espetáculos, oficinas e shows artísticos) e da Festa de São Cristóvão (quermesse, procissão e shows populares). Em dezembro acontece a Festa do Comércio, o sorteio de prêmios - Arcoverde dá Sorte (organizado pela associação comercial da cidade) e o carnaval fora de época - Réveillon Fest, com atrações regionais e nacionais (organizado pela iniciativa privada).

## Meios de Comunicação Social

### Radiofonia
A radiofonia em Arcoverde também é destaque na região. A cidade dispõe de cinco emissoras de rádio (3 comerciais, 1 educativa e 1 comunitária). A primeira rádio instalada no município no dia 11 de setembro de 1964 (na época denominava-se Rádio Bandeirante AM 1490) foi a Rádio Difusora Cardeal Arcoverde AM 600, que tem esse nome em homenagem ao filho da chamada "Terra do Cardeal", por ter nascido em território arcoverdense o primeiro cardeal da América Latina. A Rádio Cardeal era administrada por Áureo Bradley, e seguiu nas mãos de seus herdeiros até o ano de 2016, quando passou a ser administrada pelo Pe. Adilson Simões, que comprou 51% das ações do Grupo Bradley e arrendou os outros 49%, e mudou o nome da emissora para Rádio Agnus Dei Cardeal Arcoverde FM 106,7. A referida rádio deixou de transmitir em AM e migrou para FM no ano 2019.
A primeira rádio FM foi inaugurada em 1982 (Rádio Independente). Na época, sua frequência era 93,9 (atualmente - 93,7). Pertencente ao Grupo Siqueira, a emissora era dirigida pelo publicitário João Ferreira Correia, que em 1988 implantou sua própria rádio, que se chamava Rádio JF Educativa FM 106,7. Na época, João Ferreira também era arrendatário de uma concessão de FM, pertencente a Família Bradley e a João da Condil, utilizando o canal 95,5 MHz e o nome Itapuama FM. Posteriormente, conseguiu através da Fundação Jofeco de Comunicação, abrir uma nova emissora, também batizada de Itapuama FM - 99,3 MHz, hoje 92,7. A Rádio 95,5 FM foi arrendada à Rede Brasil de Comunicação (emissora gospel, pertencente a Igreja Assembleia de Deus). Em Arcoverde ainda há a Rádio Comunitária Arcoverde FM 104,9, pertencente a Associação e Movimento Comunitário Aliança (ONG fundada em 1999), mas que começou a operar o serviço de radiodifusão comunitária ainda em 2004, utilizando o nome de Aliança FM.

### Televisão
São nove os canais de TV aberta que se pode sintonizar na cidade:
- Canção Nova HD (Rede) - Canal 17.1
- Asa Branca HD (Globo) - Canal 19.1
- Nova Nordeste HD (Cultura) - Canal 22.1
- Evangelizar HD (Rede) - Canal 26.1
- Tribuna (Band) - Canal 11
- Guararapes (RecordTV) - Canal 13
- Aparecida (Rede) - Canal 21
- Jornal Interior (SBT) - Canal 30
- RIT (Rede) - Canal 50

### Jornais
Arcoverde conta atualmente com os seguintes jornais impressos:
- Jornal de Arcoverde, dirigido por Enaldo Cândido (o veículo impresso mais antigo em circulação na cidade)
- Jornal Portal do Sertão, fundado pelo radialista Paulo Brito (já falecido) e atualmente administrado por Emerson Paiva e Cinthia Brito.
- Jornal Tribuna da Região, administrado pelos irmãos Roberto e Romero.

## Esporte

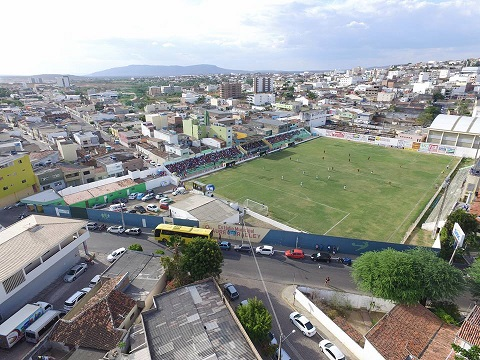
Jogo do Flamengo de Arcoverde 2017

A cidade de Arcoverde possui um clube no Campeonato Pernambucano de Futebol (Série A2), o Flamengo Esporte Clube de Arcoverde (Bicampeão do Campeonato Pernambucano Série A2 1996 e 2016), que realiza os jogos no Estádio Áureo Bradley. Outro clube foi o Arcoverde Futebol Clube.
No futebol amador da cidade existem os campeonatos do Socamp que participam equipes de Arcoverde e Região que sempre revela atletas para o futebol pernambucano. E tem o tradicional campeonato de futebol máster com ex-atletas que fizeram história no futebol pernambucano, brasileiro e internacional.
O futsal também é forte no município, a cidade possui importantes conquistas, as mais marcantes são os da Copa TV Asa Branca de futsal, competição em que a cidade é tetracampeã (2012, 2013, 2015 e 2017).
Arcoverde também tem um time de futebol americano que participa de competições estaduais e a nível nacional denominado Arcoverde Templários.

## Galeria de fotos

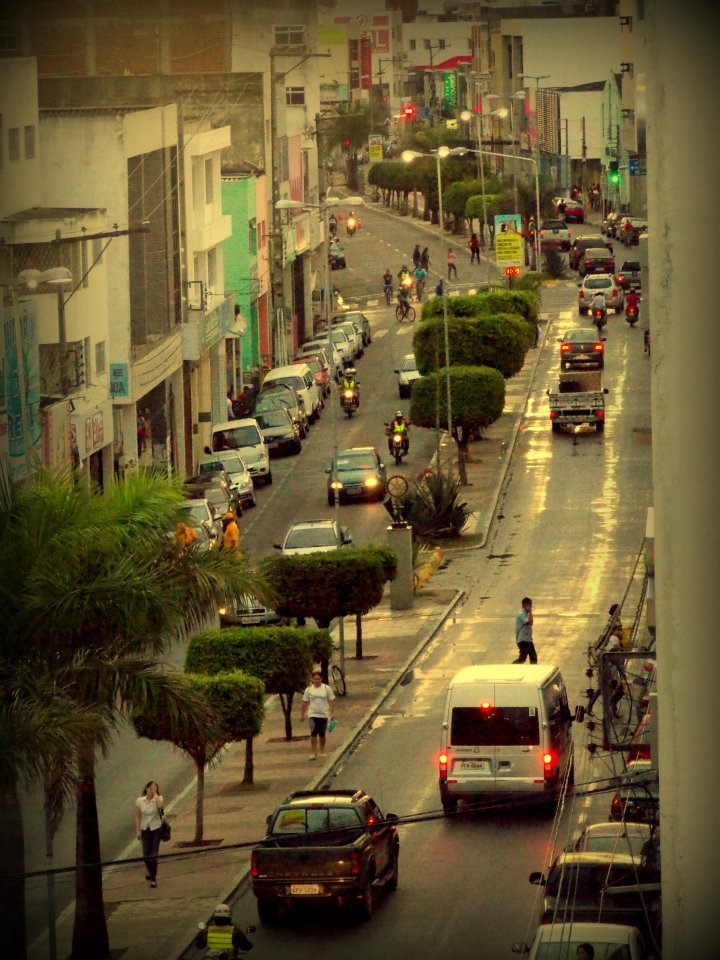
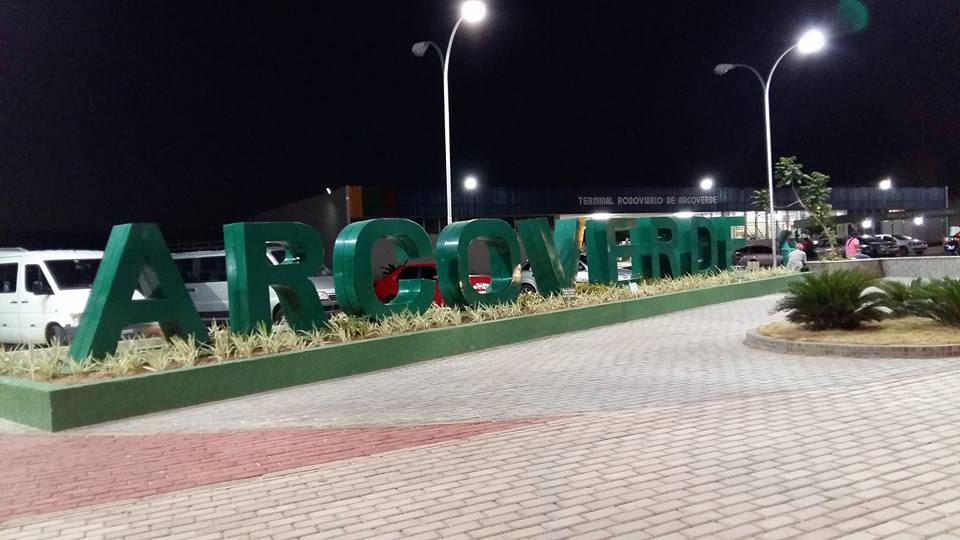
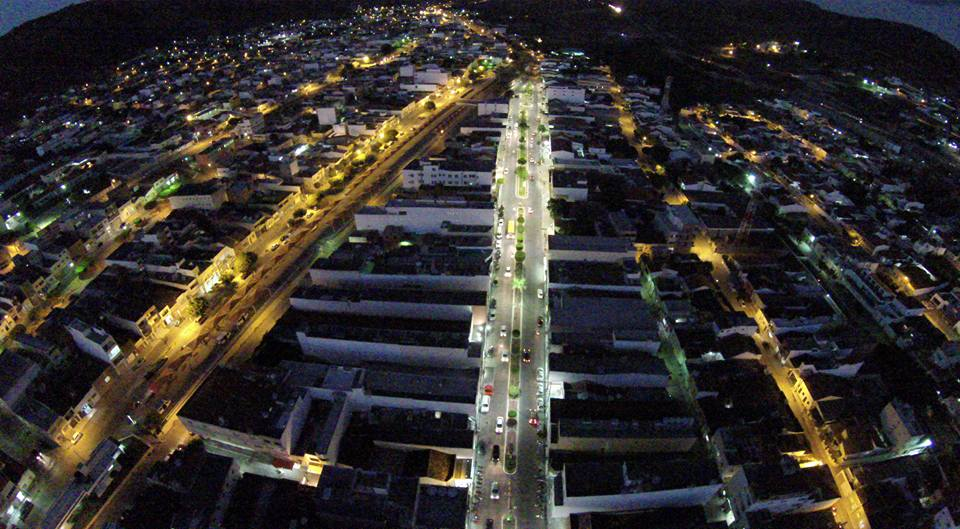
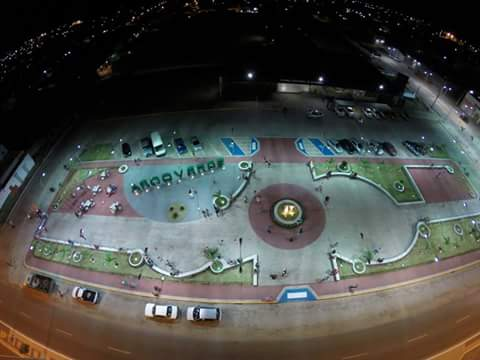
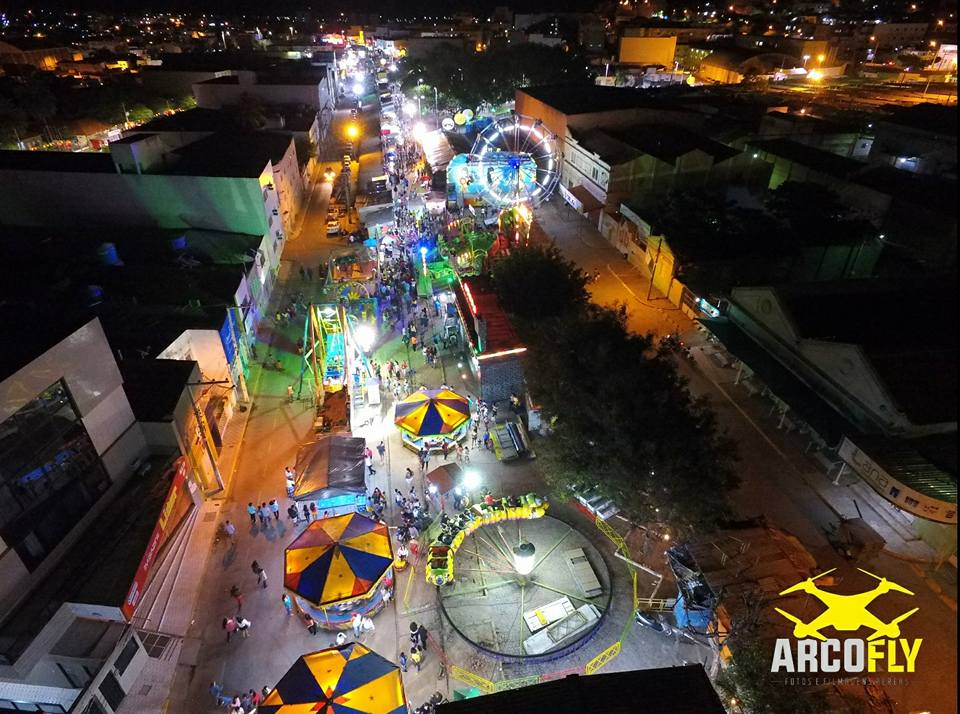
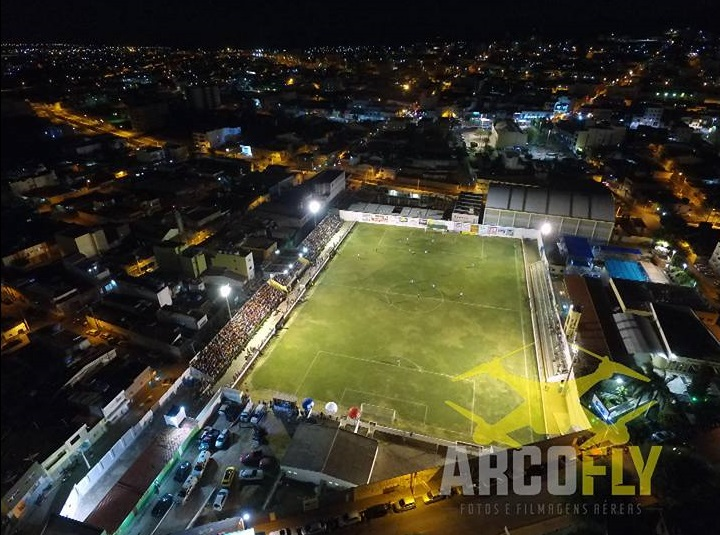
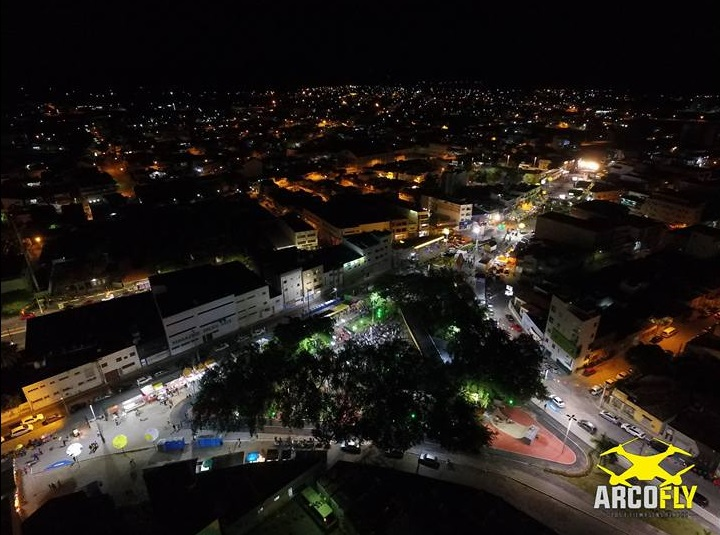
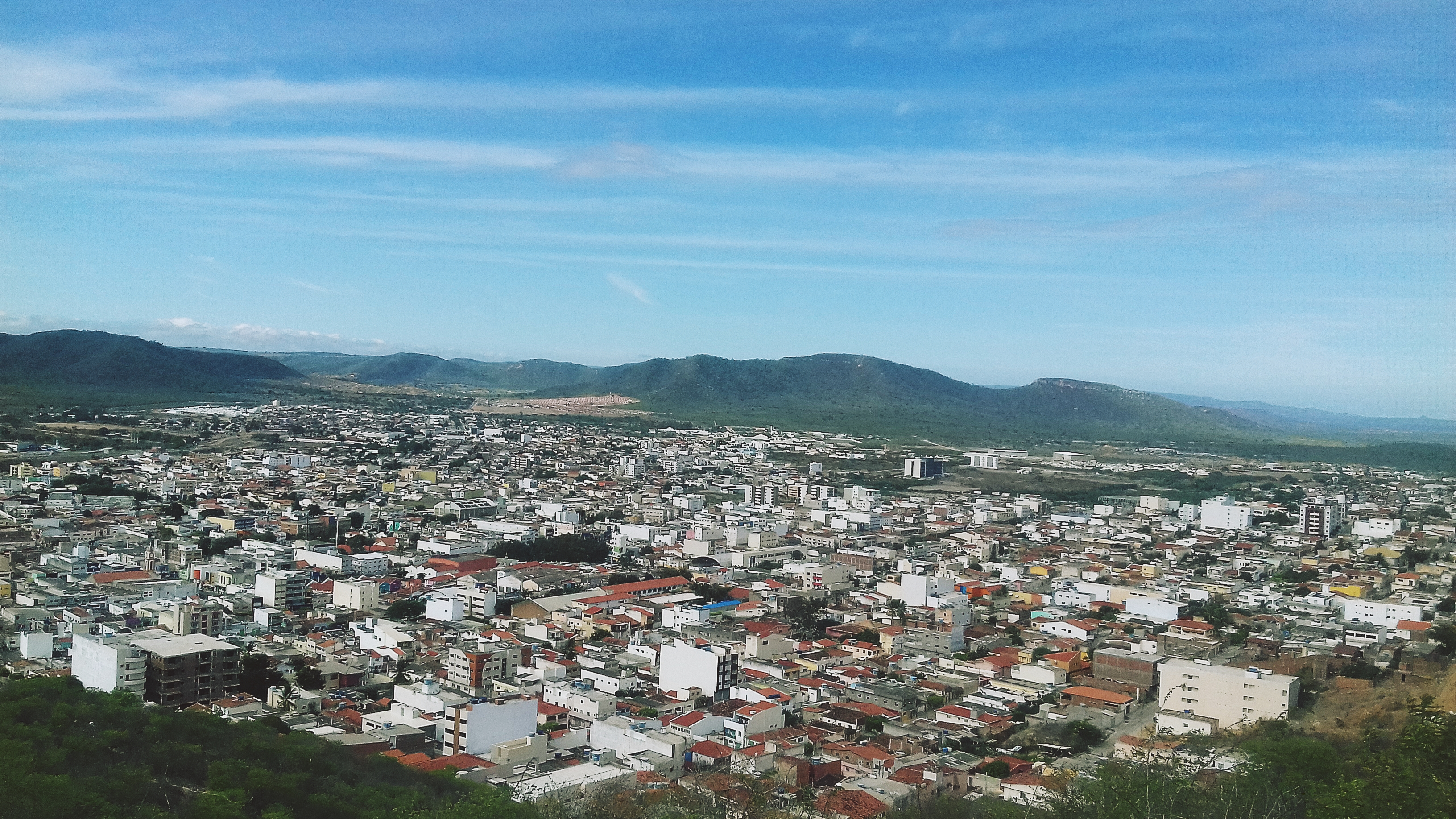
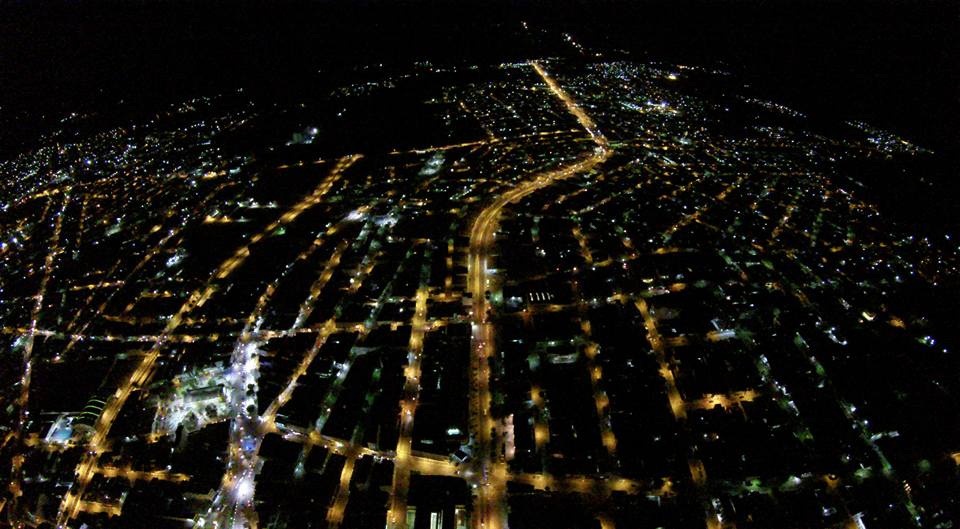
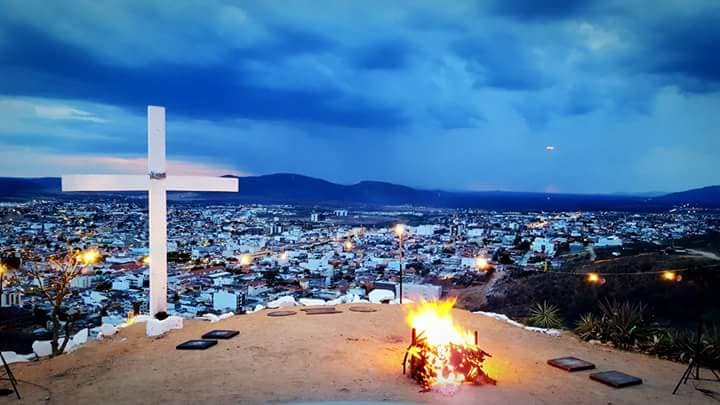
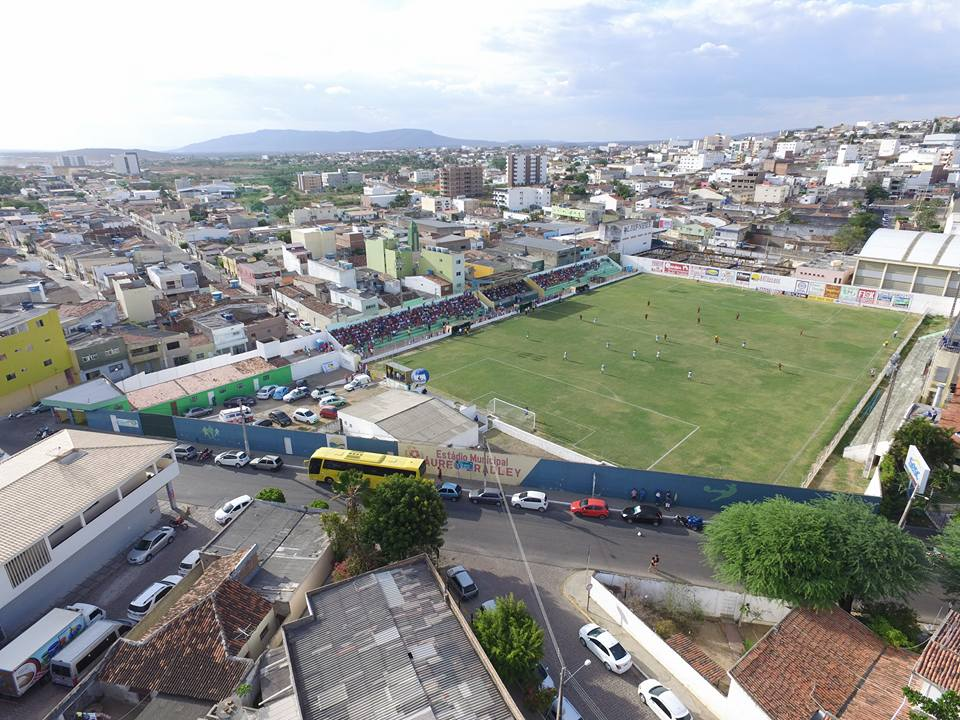
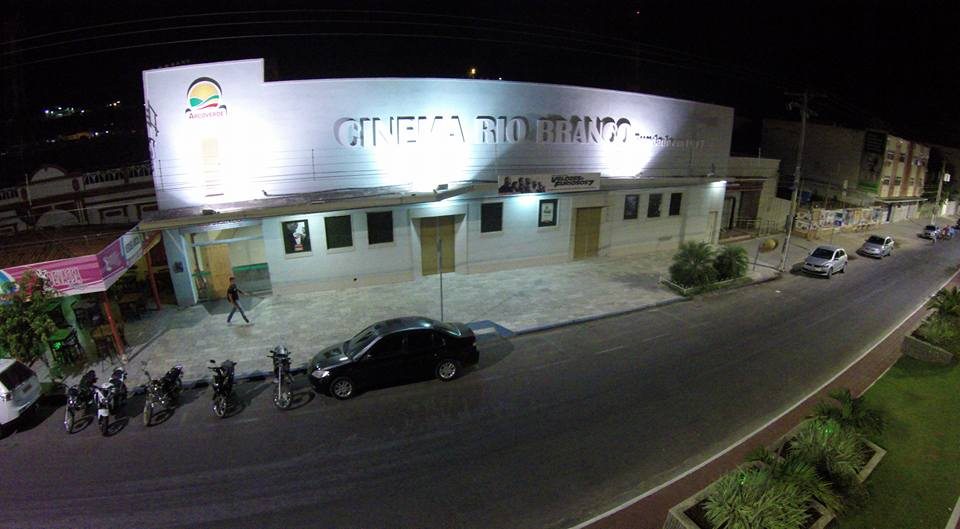